# Radical 178
El radical 178, representado por el carácter Han 韋, es uno de los 214 radicales del diccionario de Kangxi. En mandarín estándar es llamado 韋部, (wéi bù); en japonés es llamado 韋部, いぶ (ibu), y en coreano 위 (wi). En los textos occidentales es conocido como radical «cuero curtido».
El radical 178 aparece generalmente el en lado izquierdo de los caracteres que clasifica (por ejemplo, en el carácter 韌), aunque en algunas ocasiones puede aparecer también en la parte inferior (por ejemplo, en el carácter 韏) o en el lado derecho (por ejemplo, en el carácter 韓).
En el sistema de simplificación de los caracteres chinos llevado a cabo en la República Popular China, el radical «cuero curtido» ha sido simplificado a la forma 韦.

## Nombres populares
- Mandarín estándar:　韋字旁, wéi zì páng, ‘carácter wéi en un lado’.
- Coreano: 다룸가죽위부, darum gajuk wi bu, ‘radical wi-piel curtida’.
- Japonés:　鞣革（なめしがわ）, nameshigawa, ‘cuero curtido’.
- En occidente: radical «cuero curtido».

## Galería
| Estilos antiguos                                 | Estilos antiguos                  | Estilos antiguos                        | Estilos antiguos                   | Estilos antiguos                   | Estilos empleados actualmente       | Estilos empleados actualmente  | Estilos empleados actualmente    | Estilos empleados actualmente   | Estilos empleados actualmente  |
|                                                  |                                   |                                         |                                    |                                    |                                     | 韋                             | 韦                               |                                 |                                |
| 甲骨文 jiǎgǔwén (escritura de huesos oraculares) | 金文 jīnwén (escritura de bronce) | 简帛 jiǎnbó (escritura de bambú y seda) | 篆文 zhuànwén (escritura de sello) | 篆文 zhuànwén (escritura de sello) | 隸書 lìshū (estilo de los escribas) | 楷書 kǎishū (estilo regular)   | 楷書 kǎishū (estilo regular)     | 行書 xǐngshū (estilo corriente) | 草書 cǎoshū (estilo de hierba) |
| 甲骨文 jiǎgǔwén (escritura de huesos oraculares) | 金文 jīnwén (escritura de bronce) | 简帛 jiǎnbó (escritura de bambú y seda) | 大篆 dàzhuàn (sello grande)        | 小篆 xiǎozhuàn (sello pequeño)     | 隸書 lìshū (estilo de los escribas) | 繁體／繁体 fántǐ (tradicional) | 简体／簡體 jiǎntǐ (simplificado) | 行書 xǐngshū (estilo corriente) | 草書 cǎoshū (estilo de hierba) |

## Caracteres con el radical 178
| trazos | carácter                | simplificado |
| ------ | ----------------------- | ------------ |
| + 0    | 韋                      | 韦           |
| + 3    | 韌                      | 韧           |
| + 4    | 䪏                      |              |
| + 5    | 䪐 䪑 䪒 䪓 韍 韎       | 韨           |
| + 6    | 韏 韐 韑                |              |
| + 7    | 䪔 韒                   |              |
| + 8    | 䪕 韓 韔 韕             | 韩           |
| + 9    | 䪖 䪗 䪘 韖 韗 韘 韙 韚 | 韪 韫        |
| + 10   | 䪙 䪚 韜 韝 韞 韟       | 韬           |
| + 11   | 韛 韠                   |              |
| + 12   | 䪛 韡 韢                |              |
| + 13   | 䪜 韣                   |              |
| + 14   | 䪝                      |              |
| + 15   | 韤 韥                   |              |